# Даниел Дуранти
Даниел Дуранти (на италиански: Daniel Duranti) е италиански духовник от XVII - XVIII век, прелат на Римокатолическата църква.

## Биография
Роден е в 1633 година в Арецо, Тоскана. Присъединява се към францисканския орден. На 8 март 1664 година е ръкоположен за свещеник. На 11 декември 1690 е назначен, а на следната 1691 година е ръкоположен за скопски архиепископ. На 29 юли 1702 година подава оставка.
Умира в 1712 година.